# Mi Sei Apparso Come Un Fantasma
Mi Sei Apparso Come Un Fantasma (svensk översättning: "du kom till mig som ett spöke") är ett livealbum av Songs: Ohia, utgivet 2001. 

## Låtlista
Alla låtar är skrivna av Jason Molina.
1. untitled (Are We Getting Any Closer?)
2. untitled (Nobody Tries That Hard Anymore)
3. "Tigress"
4. "Being in Love"
5. untitled (Constant Change)
6. untitled (It Won’t Be Easy)
7. untitled (She Came to Me as a Ghost)
8. "Cabwaylingo"